# Konsulat Generalny Rzeczypospolitej Polskiej w Kolonii

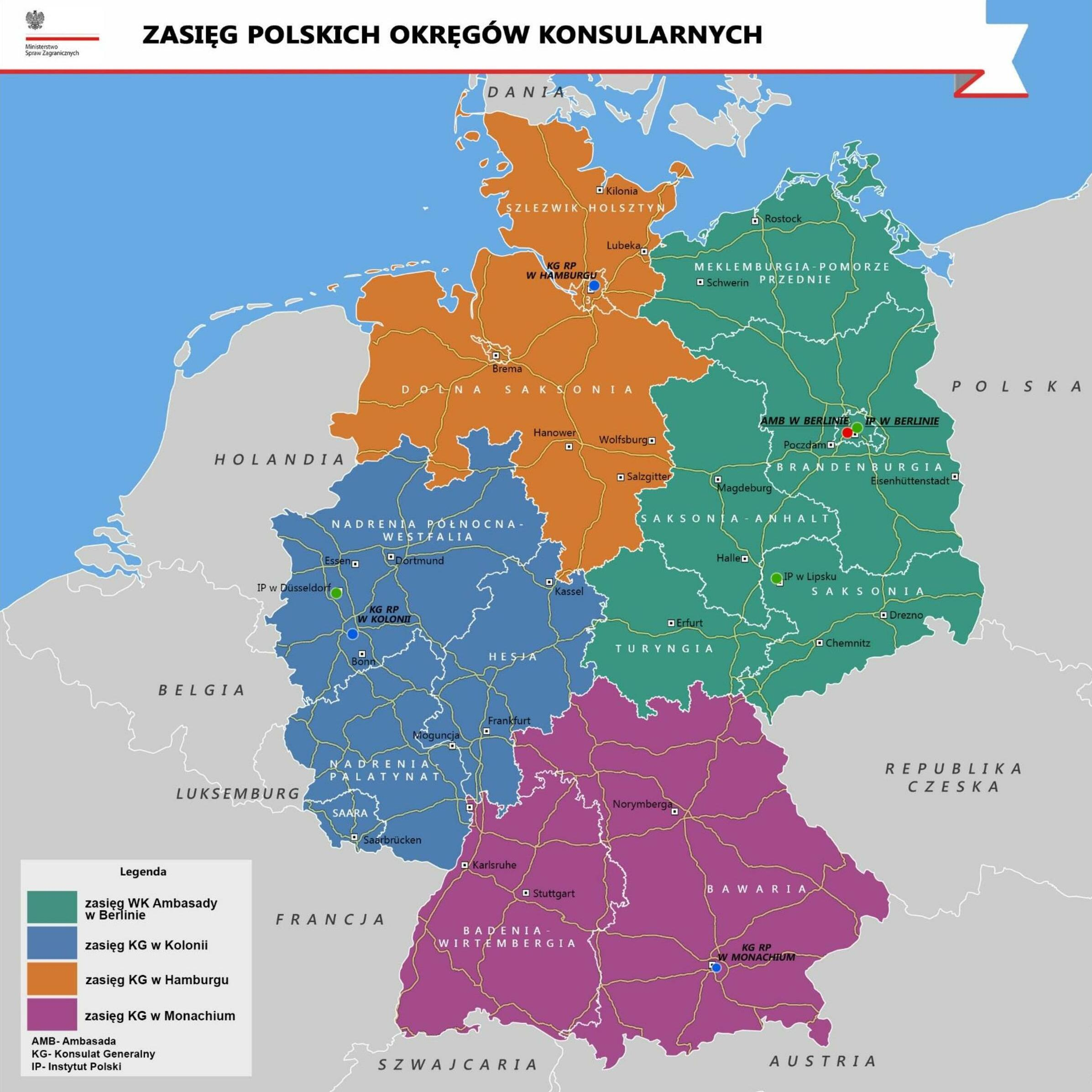
Okręg konsularny Konsulatu Generalnego RP w Kolonii (kolor niebieski)

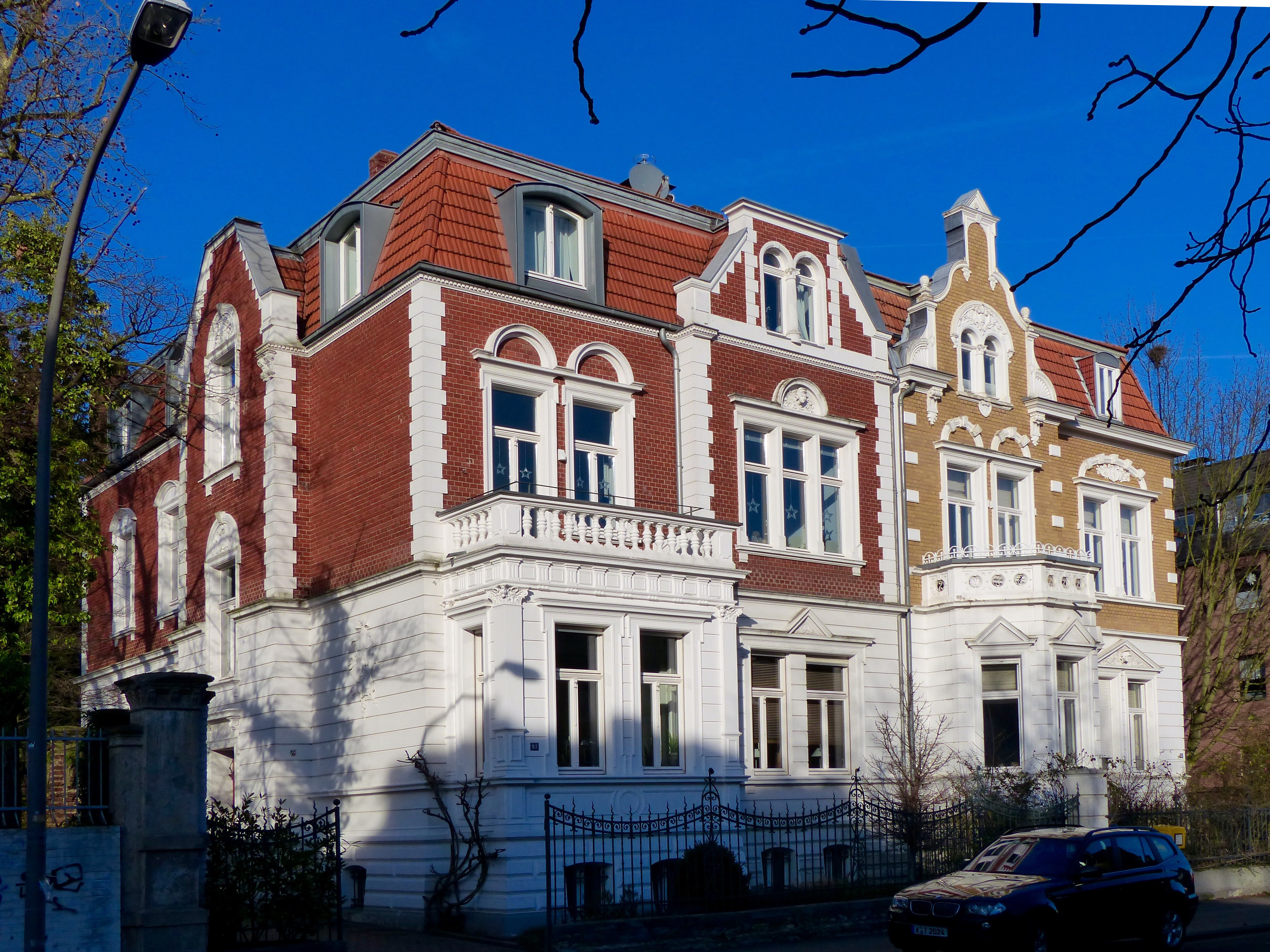
Dawna siedziba konsulatu przy Bachemer Strasse 93 (1929–1930)

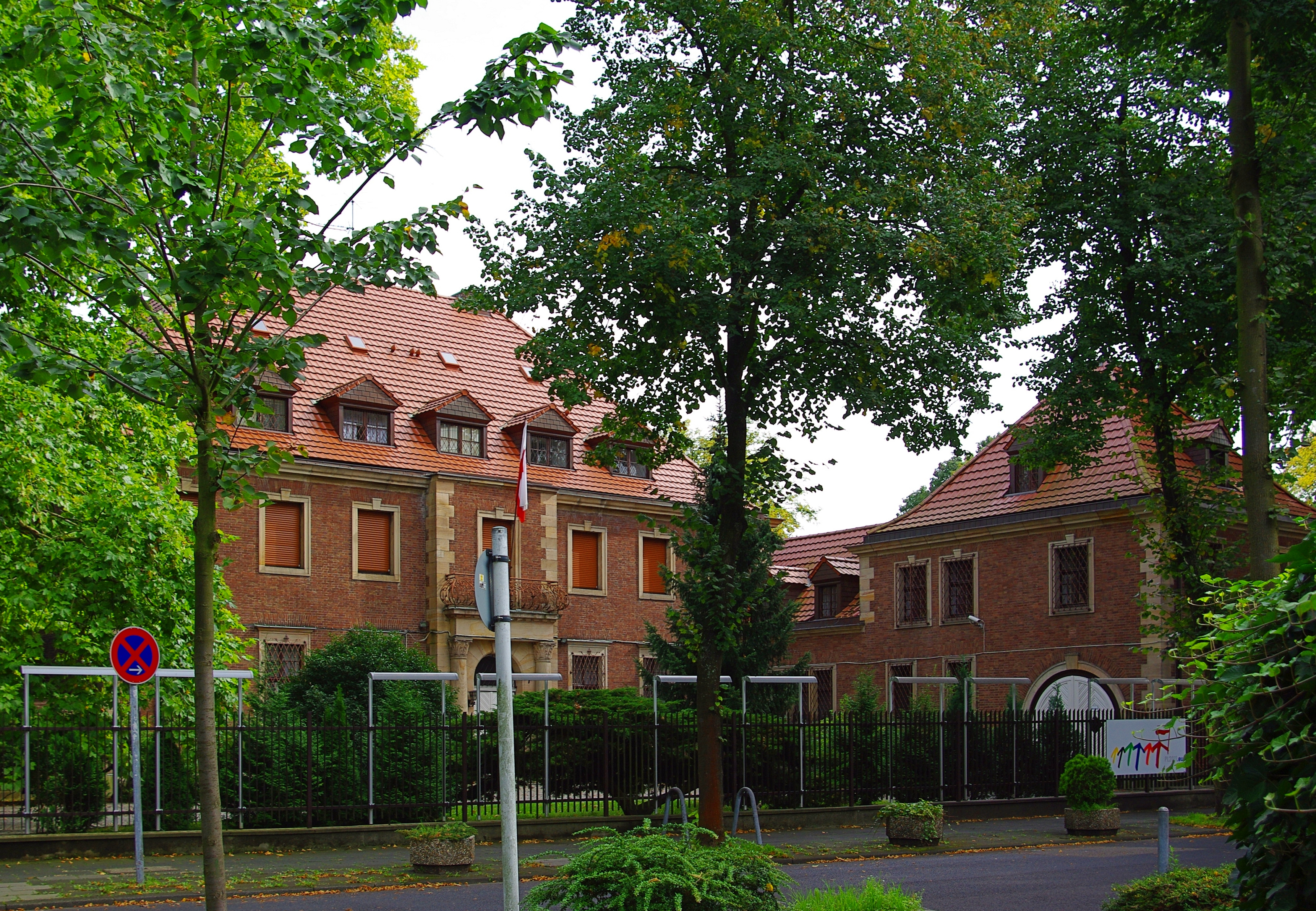
Dawna siedziba ambasady PRL, przedstawicielstwa ambasady RP oraz Konsulatu Generalnego RP w Kolonii przy Lindenallee 7 (1980–2013)

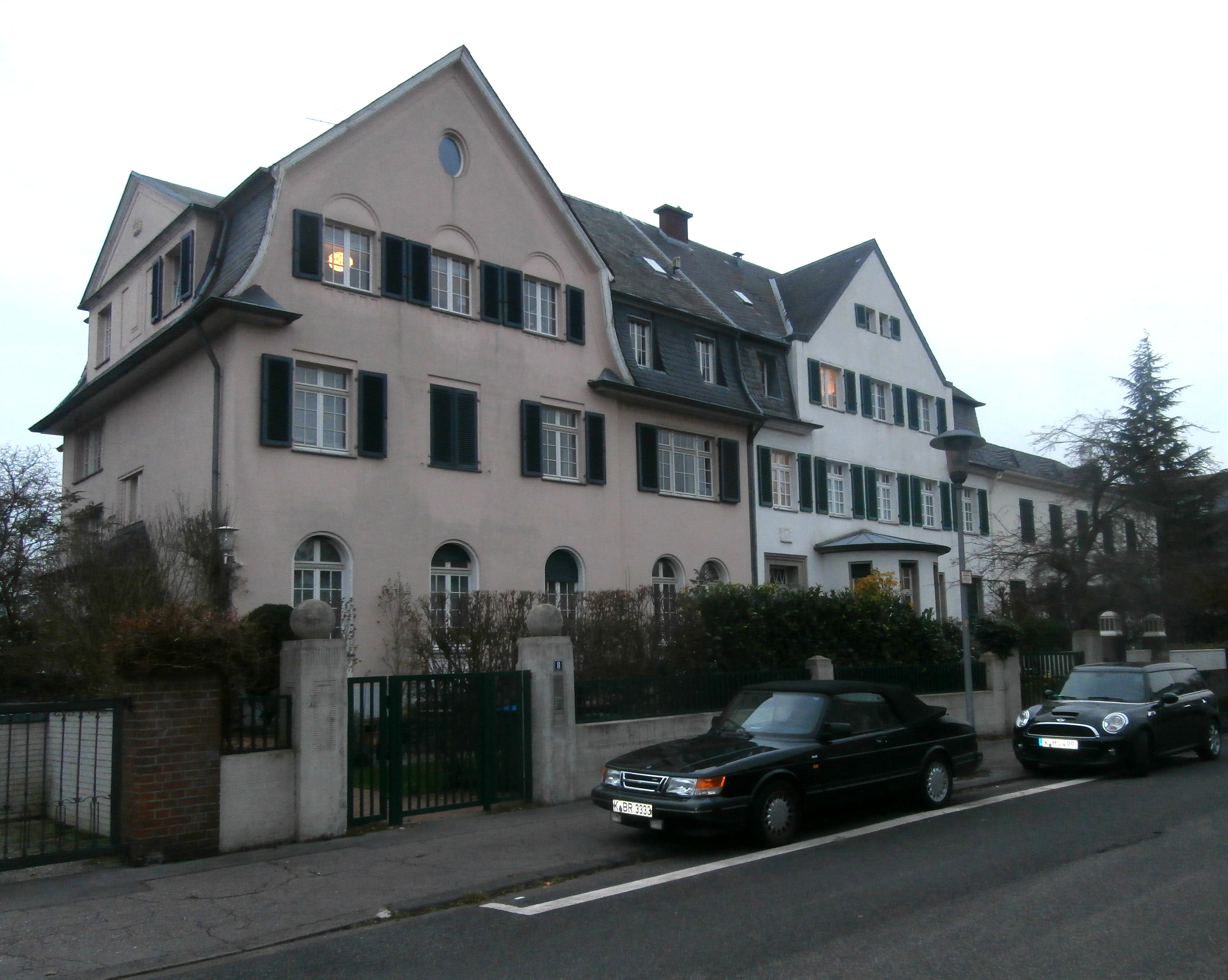
Dawna rezydencja ambasadora PRL w Kolonii przy Max-Bruch-Straße 4–8 (1972–1984)

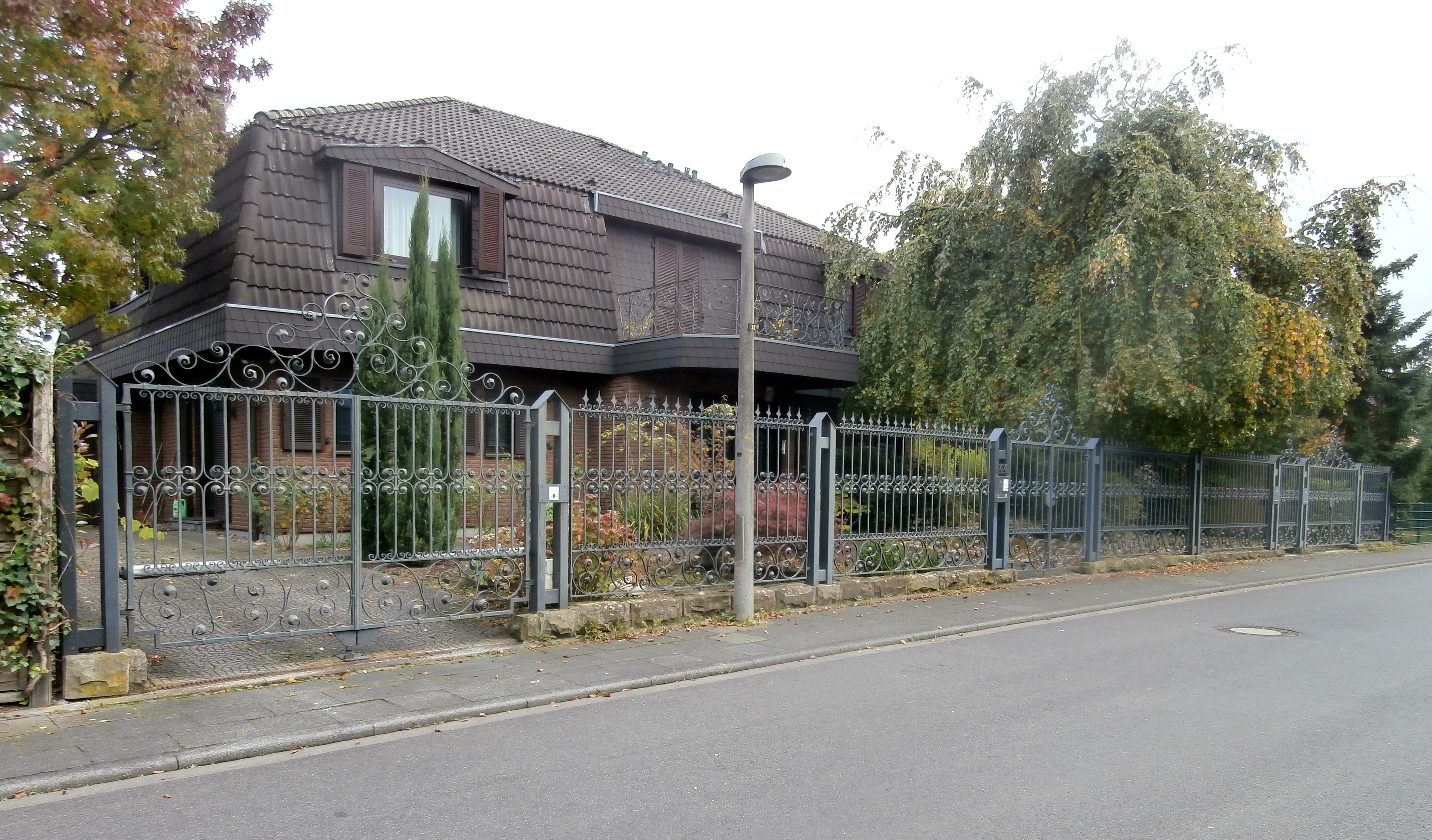
Dawna rezydencja ambasadora PRL w Kolonii przy Am Waldpark 44 (1984–2001)

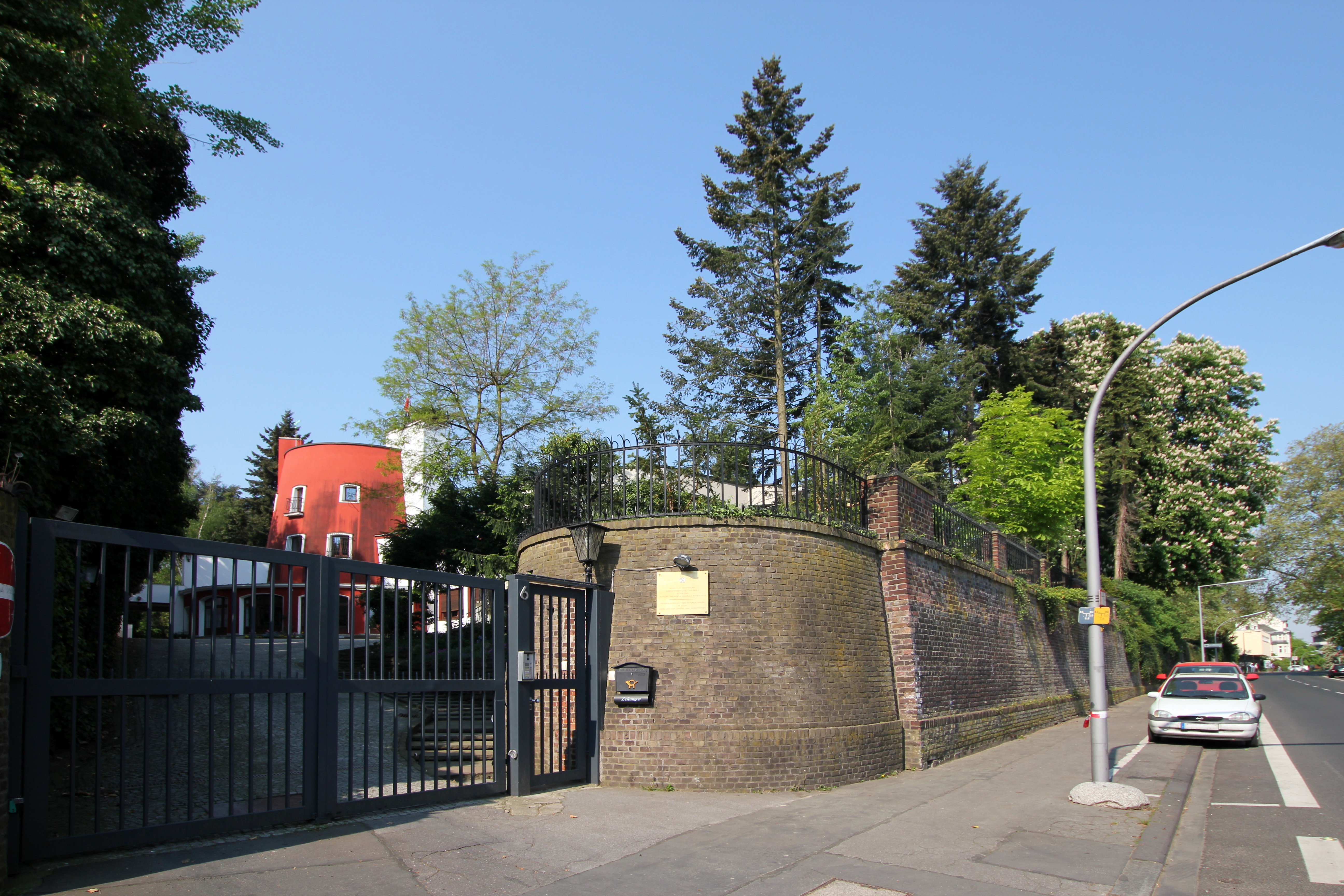
Dawna siedziba Biura Radcy Handlowego Ambasady PRL w Kolonii przy An der Alteburger Mühle 6 (1976–1990)

Konsulat Generalny Rzeczypospolitej Polskiej w Kolonii (niem. Generalkonsulat der Republik Polen in Köln) – polska placówka konsularna działająca w latach 1919–1930, i w różnej formie organizacyjnej – od 1963.
Okręg konsularny obejmuje landy: Hesja, Nadrenia Północna-Westfalia, Nadrenia-Palatynat, Kraj Saary.

## Historia
Pierwszy polski konsulat w Kolonii został powołany w 1919. Działał do 15 kwietnia 1929, następnie przeniesiony został do Frankfurtu nad Menem.
W okresie od 15 kwietnia 1929 do 31 marca 1930 działała tu placówka w randze agencji konsularnej.
Po II wojnie światowej kilkakrotnie zmieniano formę organizacyjną przedstawicielstwa; od 1963 funkcjonowało jako Przedstawicielstwo Handlowe PRL (Handelsvertretung), od 1974 – Ambasada PRL, od 1989 Wydział Konsularny, od 2001 Konsulat Generalny RP.

## Kierownictwo
- 1919–1922 – Heliodor Sztark
- 1922–1928 – Eugeniusz Rozwadowski
- 1928–1929 – Sylwester Gruszka
- 1929–1930 – Bartłomiej Rusiecki[9]
- 1977–1981 – Jan Turski

- 2001 – Andrzej Szynka
- 2001–2006 – Elżbieta Sobótka
- 2006–2009 – Andrzej Kaczorowski
- 2009–2013 – Jolanta Róża Kozłowska
- 2013–2018 – Jan Sobczak
- 3 września 2018 – wrzesień 2023 – Jakub Wawrzyniak
- 2023–2024 – Anita Mikołajczyk (p.o.)[10]
- od października 2024 – Marek Głuszko

## Siedziba
W okresie międzywojennym konsulat pomieszczono w dzielnicy Lindenthal przy Dürenerstraße 248 (1921–1929), następnie przy Bachemerstrasse 93 (1929–1930).
Od 1963 urząd mieścił się przy Pferdmengesstraße 5, od 1980 przy Lindenallee 7, od 2013 przy Im MediaPark 5c.